# Lotseninsel
 Lotseninsel  (en danois : Lodsø) est une ancienne île allemande reliée maintenant au continent qui est située près de Maasholm.
Le phare de Schleimünde a été mis en service en 1871 pour guider les bateaux vers le petit port. La plus grande partie de la péninsule fait maintenant partie de la réserve naturelle de Schleimünde (de).